# كارل التمان (رسام)
كارل التمان (بالألمانية: Karl Altmann)‏ هو رسام ألماني، ولد في 1802 في فويشتفانغن في ألمانيا، وتوفي في 1861 في ميونخ في ألمانيا.